# 豊田飯山インターチェンジ
豊田飯山インターチェンジ（とよたいいやまインターチェンジ）は、長野県中野市にある上信越自動車道のインターチェンジである。
上り線のランプウェイが平面交差する平面Y字型の構造になっており、交差部への進入の際に、信号機で一旦停止することになる。
中野市北部（旧豊田村含む）、飯山市への最寄りである。

## 歴史
- 1997年10月16日 : 信州中野IC - 中郷IC間開通に伴い供用開始
- 2009年11月19日 : 豊田飯山IC - 信濃町IC間4車線化完成

## 道路
- E18 上信越自動車道（16番）
- 接続する道路：国道117号（替佐〜静間バイパス）

## 料金所
- ブース数：4

### 入口
- ブース数：2
  - ETC専用：1
  - ETC・一般：1

### 出口
- ブース数：2
  - ETC専用：1
  - 一般：1(精算機)

## 周辺
- 北陸新幹線 飯山駅
  - 飯山線では蓮駅・替佐駅が最寄り。
- 道の駅ふるさと豊田
- 野沢温泉
- 斑尾高原
- 斑尾高原カントリークラブ

戸狩温泉スキー場・野沢温泉スキー場・斑尾高原スキー場などが近くにある。

## 隣
E18 上信越自動車道
(15)信州中野IC - (16)豊田飯山IC - 黒姫野尻湖PA - (17)信濃町IC